# 크림 (약물)

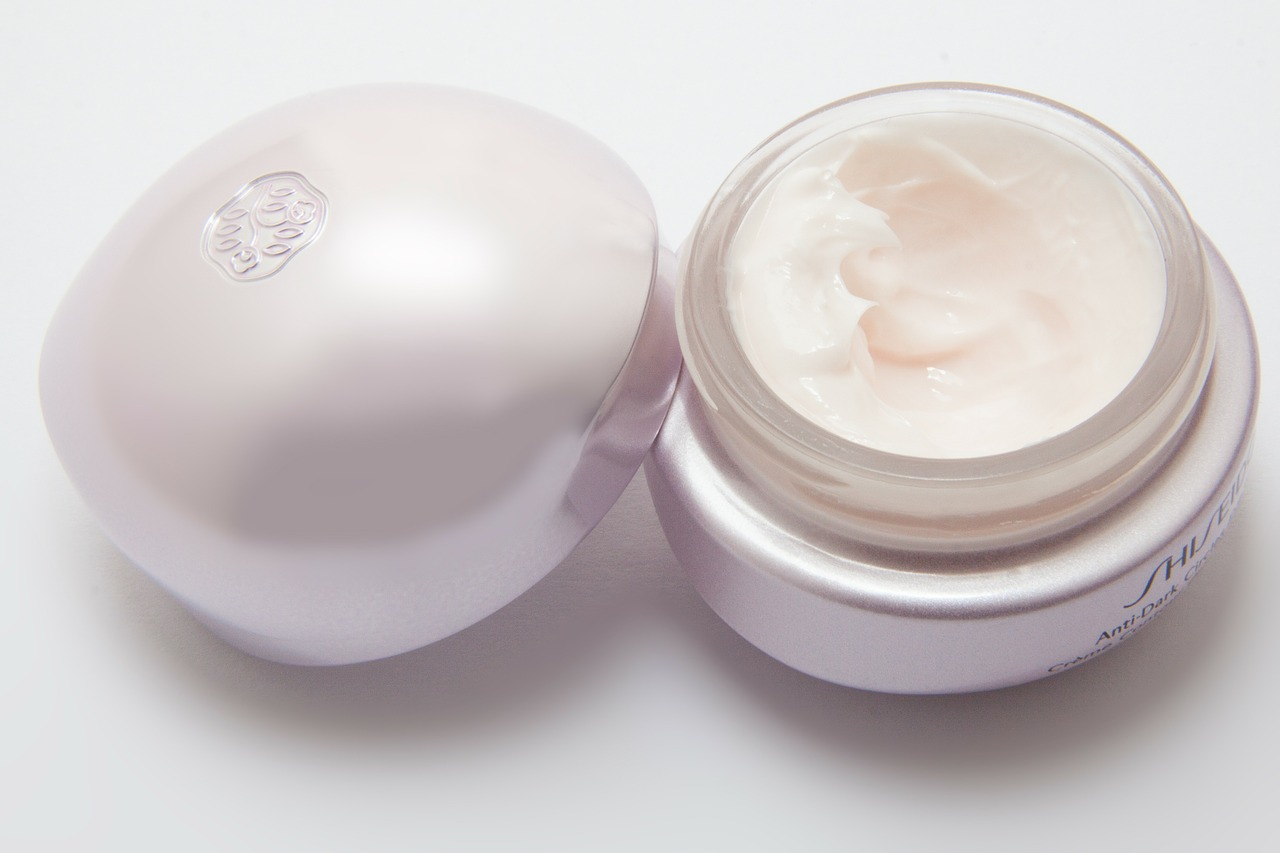

크림(영어: cream)은 피부에 바르는 약물 또는 화장품이다. 직장이나 질 등 점막에 바르는 크림도 있다. 화장품으로서의 크림도 약학에서 개발된 기술을 사용하고, 약물을 넣지 않은 크림도 피부병 치료에 쓰이기 때문에 화장품 크림도 넓은 의미의 약물이라고 할 수 있다.
크림은 물과 기름의 반고체성 유화액이다. 크게 물에 기름 방울이 녹아 있는 형태와 기름에 물방울이 녹아 있는 형태로 나뉜다.

## 화장품
기초 화장품이며, 에센스 또는 로션 다음 단계에서 바르는 화장품이다.

## 같이 보기
- 연고
- 로션
- 콜드 크림